# Пігурнов Панас Петрович
Панас Петрович Пігурнов (1 травня 1903, села Дольськ Орловської губернії, тепер Трубчевського району Брянської області, Російська Федерація — 16 червня 1972, місто Ленінград, тепер Санкт-Петербург, Російська Федерація) — радянський військовий політпрацівник, генерал-лейтенант (11.07.1945). Депутат Верховної ради РРФСР 4-го скликання. Депутат Верховної ради СРСР 3-го скликання.

## Життєпис
З 1922 року служив у Червоній армії. Політичну освіту здобув у радпартшколі та на курсах пропагандистів. 
З 1925 року — на військово-політичній роботі в РСЧА.
Член ВКП(б) з 1927 року.
Закінчив Вищі курси удосконалення політичного складу РСЧА.
У 1938—1940 роках — начальник політичного управління Орловського військового округу.
14 серпня — 10 листопада 1941 року — начальник політичного управління Брянського фронту.
24 грудня 1941 — 12 березня 1943 року — начальник політичного управління Брянського фронту.
12 березня — 23 березня 1943 року — начальник політичного управління Резервного фронту. 23 березня — 27 березня 1943 року — начальник політичного управління Курського фронту. 27 березня — 28 березня 1943 року — начальник політичного управління Орловського фронту.
28 березня — 10 жовтня 1943 року — начальник політичного управління Брянського фронту.
10 жовтня — 20 жовтня 1943 року — начальник політичного управління Прибалтійського фронту.
20 жовтня 1943 — 1 квітня 1945 року — начальник політичного управління 2-го Прибалтійського фронту.
У квітні — липні 1945 року — член Військової ради 3-ї армії.
У липні 1945 — лютому 1946 року — член Військової ради Мінського військового округу.
У травні 1947 — червні 1949 року — член Військової ради Далекосхідного військового округу — заступник командувача Далекосхідного військового округу із політичної частини.
У липні 1950 — червень 1953 року — член Військової ради Групи радянських окупаційних військ у Німеччині.
У серпні 1953 — серпні 1957 року — член Військової ради Ленінградського військового округу.
З 1960 року — у відставці.
Помер 16 червня 1972 року в Ленінграді. Похований у Москві на Введенському цвинтарі.

## Військові звання
- дивізійний комісар (2.08.1938)
- бригадний комісар (19.06.1940)
- генерал-майор (6.12.1942)
- генерал-лейтенант (11.07.1945)

## Нагороди
- орден Леніна
- три ордени Червоного Прапора (14.02.1943; 28.04.1943, 15.11.1950)
- орден Кутузова ІІ ступеня (29.06.1945)
- орден Богдана Хмельницького ІІ ступеня (30.07.1944)
- орден Вітчизняної війни І ступеня (4.06.1944)
- орден Червоної Зірки (3.11.1944)
- орден «Знак Пошани» (22.02.1938)
- медаль «За оборону Москви»
- медаль «За перемогу над Німеччиною у Великій Вітчизняній війні 1941—1945 рр.» (1945)
- медалі